# Брёнстат
Брёнста́т (фр. Brunstatt [bʁunʃtat] Брунштат) — упразднённая коммуна на северо-востоке Франции в регионе Эльзас — Шампань — Арденны — Лотарингия, департамент Верхний Рейн, округ Мюлуз, кантон Брёнстат. До марта 2015 года коммуна административно входила в состав упразднённого кантона Мюлуз-Сюд (округ Мюлуз). Упразднена и с 1 января 2016 года объединена с коммуной Диденайм в новую коммуну Брёнстат-Диденайм на основании Административного акта № 57 от 24 декабря 2015 года.
Площадь коммуны — 9,66 км², население — 6180 человек (2006) с тенденцией к стабилизации: 6114 человек (2012), плотность населения — 632,9 чел/км².

## Население
Численность населения коммуны в 2011 году составляла 6104 человека, а в 2012 году — 6114 человек.
| 1962 | 1968 | 1975 | 1982 | 1990 | 1999 | 2006 | 2011 | 2012 |
| ---- | ---- | ---- | ---- | ---- | ---- | ---- | ---- | ---- |
| 4024 | 4424 | 5047 | 4887 | 5160 | 5536 | 6180 | 6104 | 6114 |

Динамика населения:

## Экономика
В 2010 году из 4052 человек трудоспособного возраста (от 15 до 64 лет) 2824 были экономически активными, 1228 — неактивными (показатель активности 69,7 %, в 1999 году — 70,7 %). Из 2824 активных трудоспособных жителей работали 2515 человек (1299 мужчин и 1216 женщин), 309 числились безработными (161 мужчина и 148 женщин). Среди 1228 трудоспособных неактивных граждан 636 были учениками либо студентами, 347 — пенсионерами, а ещё 245 — были неактивны в силу других причин.
На протяжении 2011 года в коммуне числилось 2643 облагаемых налогом домохозяйства, в которых проживало 5826 человек. При этом медиана доходов составила 25310 евро на одного налогоплательщика.

## Достопримечательности (фотогалерея)
- Церковь Святого Георгия
- Колокольня
- Церковь Сент-Одиль